# Roberto Bautista-Agut
Pour les articles homonymes, voir Bautista (homonymie) et Agut.
Bautista  Agut est un nom espagnol. Le premier nom de famille, en général paternel, est Bautista ; le second, en général maternel, souvent omis, est Agut.
Roberto Bautista-Agut, né le 14 avril 1988 à Castellón de la Plana, est un joueur de tennis espagnol, professionnel depuis 2006.
Contrairement à la majorité des joueurs espagnols, il est plutôt polyvalent et n'est donc pas spécialiste de la terre battue, surface sur laquelle il n'a remporté que deux de ses onze titres, le plus prestigieux étant celui de Dubaï en 2018. Parmi ses dix finales perdues sur le circuit principal figure notamment celle du Masters 1000 de Shanghai en 2016.
Il a atteint la 9e place mondiale en 2019. 
En Grand Chelem, il a régulièrement atteint le stade des huitièmes de finale, au moins à deux reprises par tournoi, allant même jusqu'en quart à l'Open d'Australie et en demi à Wimbledon lors de la saison 2019.
Il est membre de l'équipe d'Espagne de Coupe Davis depuis 2014 et a remporté le tournoi en 2019. Peu actif en double sur le circuit, il ne joue qu'en simple au sein de l'équipe nationale. Il a aussi représenté son pays aux Jeux olympiques de 2016, où il s'est incliné en quart de finale.

## Carrière

### 2009-2013: première finale ATP et premières performances importantes
En 2009, il remporte l'or en simple et le bronze en double aux Jeux méditerranéens à Pescara, en Italie.
Alors 80e mondial, il atteint sa première finale sur le circuit ATP à l'Open de Chennai 2013 après avoir battu notamment, Tomáš Berdych no 6 mondial (7-5, 2-6, 6-3) en quart de finale et Benoît Paire en demi-finale également en trois sets. Mais il perd la finale face à Janko Tipsarević en trois manches (6-3, 1-6, 3-6).

### 2014: premiers titres ATP et deux huitièmes en Grand Chelem
Cette saison, il sort Juan Martín del Potro no 5 mondial au second tour de l'Open d'Australie alors mené deux manches à une (4-6, 6-3, 5-7, 6-4, 7-5), avant de perdre en huitième de finale contre Grigor Dimitrov (3-6, 6-3, 2-6, 4-6).
Lors du Masters d'Indian Wells, il bat le no 5 mondial Tomáš Berdych (4-6, 6-2, 6-4), puis Jarkko Nieminen (6-2, 4-6, 7-66), avant de s'incliner contre Ernests Gulbis (60-7, 6-4, 2-6).
Sur terre, au Masters 1000 de Madrid, il vainc ses compatriotes, la tête de série numéro 16, Tommy Robredo (6-4, 6-4) et Fernando Verdasco (2-6, 7-64, 6-1). En huitième, il bat le lucky loser Łukasz Kubot facilement, et en quart de finale le tombeur de Murray, Santiago Giraldo (6-3, 6-4). Il échoue contre Rafael Nadal en deux manches et 1 h 43 de jeu (4-6, 3-6).
Il remporte son premier titre ATP, sur gazon, à l'Open de Bois-le-Duc, où il élimine notamment le tenant du titre Nicolas Mahut (6-3, 4-6, 6-3) et Jürgen Melzer (4-6, 6-2, 7-64) avant de gagner la finale face à Benjamin Becker (2-6, 7-62, 6-4) après un renversement du match.
Moins d'un mois plus tard, l'Espagnol remporte son second titre, sur terre battue cette fois, à Stuttgart, en battant Lukáš Rosol (6-3, 4-6, 6-2) en finale. À l'US Open, où il est tête de série no 17, il atteint les huitièmes de finale en Grand Chelem pour la deuxième fois de l'année, où il est éliminé par Roger Federer (4-6, 3-6, 2-6) en 1 h 56. À la suite du Grand Chelem, il devient quinzième mondial, son meilleur classement à ce moment.
À Tokyo, il manque 6 balles de match contre Gilles Simon et doit ensuite abandonner sur blessure. Au Masters 1000 de Shanghai, il bat Alexandr Dolgopolov puis Vasek Pospisil pour atteindre les huitièmes de finale, où il est éliminé par Roger Federer, comme à New York. Au tournoi de Moscou, il bat en demi-finale Ernests Gulbis (6-4, 6-4) mais bute sur le 8e mondial, Marin Čilić en finale (4-6, 4-6). Cette finale lui permet d'atteindre son meilleur classement, à la quatorzième place. Au Masters 1000 de Parsi-Bercy, il atteint les huitièmes de finale après avoir battu Richard Gasquet (6-4, 6-2), pas au mieux de sa forme. Il est ensuite éliminé (5-7, 67-7) par Milos Raonic, futur finaliste.
Il a atteint le troisième tour au moins dans les quatre Grands Chelems cette année. Il se voit remettre le prix de la meilleure progression : soixante-treizième au début de la saison, il termine à la quinzième place mondiale.

### 2015: deux finales ATP et deux huitièmes en Grand Chelem
Cette saison, il réalise un début très moyen pour un statut de top 15, avec un bilan de 8 victoires pour 8 défaites pour les trois premiers mois de l'année. Au mois de juillet, il a un bilan de 25 victoires pour 20 défaites, avec 5 confrontations et 5 défaites contre des top 10 et du mal contre d'autres joueurs.
À Wimbledon, il arrive jusqu'en huitièmes en ayant battu Benoît Paire en cinq manches (2-6, 4-6, 6-3, 6-3, 6-3), alors mené deux sets à rien. Mais perd ensuite en trois sets secs (2-6, 2-6, 3-6) face à Roger Federer en 1 h 26.
Il revient pour l'US Open où il arrive également jusqu'en huitièmes, en ayant profité au tour précédent de l'abandon du Belge David Goffin alors qu'il revenait à deux manches partout. En huitièmes de finale, il affronte le no 1 mondial Novak Djokovic, contre qui il perd mais a tout de même pris un set (3-6, 6-4, 4-6, 3-6) et montré de bonnes choses après trois heures.
En octobre, il atteint coup sur coup deux finales, tout d'abord à Moscou, comme l'année précédente où il perd sur le même score (4-6, 4-6) face au même joueur, à savoir Marin Čilić. Puis la semaine suivante à Valence. Il y bat difficilement au premier tour (7-61, 4-6, 6-4) son compatriote Nicolás Almagro, puis en demi-finale Steve Johnson contre qui il ne passe pas loin de la défaite en écartant des balles de match (4-6, 6-3, 7-68). Cependant, il perd à nouveau en finale face à João Sousa (6-3, 3-6, 4-6) alors qu'il avait remporté le premier set.

### 2016: deux titres, deux huitièmes en Grand Chelem, première finale enMasters 1000à Shanghai et meilleur classement en carrière
Il réalise une très bonne semaine à Auckland, où il parvient jusqu'en finale, après avoir battu le 11e mondial John Isner (7-5, 2-6, 6-3) et le Français 10e mondial Jo-Wilfried Tsonga (3-6, 7-63, 6-4) en ayant écarté une balle de match dans le deuxième set. Pour la finale, il affronte l'Américain Jack Sock, tombeur de David Ferrer, qu'il bat sur abandon. Lors de l'Open d'Australie, il réalise un bon parcours, en se sortant de deux premiers matchs en cinq sets, puis battant le Croate Marin Čilić en trois sets (6-4, 7-65, 7-5), tête de série no 12 en 2 h 38. En huitième, il emmène le 6e mondial Tomáš Berdych dans un cinquième set, mais perd cependant (6-4, 4-6, 3-6, 6-1, 3-6) en 3 h 18.
En février, pour les tournois en indoor, il remporte le tournoi de Sofia en battant Adrian Mannarino en quart, Gilles Müller en demi-finale (7-65, 6-4) et Viktor Troicki (6-3, 6-4) en finale sans perdre de set et gagne son 2e titre de la saison.
Pour la tournée américaine, d'abord au Masters d'Indian Wells, il perd au troisième tour contre Feliciano López, dans un match dense et à suspense (65-7, 7-610, 4-6) ; puis au Masters de Miami, il atteint les huitièmes en ayant battu Jo-Wilfried Tsonga 9e mondial, (2-6, 6-3, 7-63), dans un match de deux heures et demie avec 33 coups gagnants et 24 fautes directes, avant de perdre au tour suivant contre le Japonais Kei Nishikori en deux manches.
À Roland-Garros, il passe assez facilement ses trois premiers tours en battant Dmitri Toursounov, Paul-Henri Mathieu et Borna Ćorić à chaque fois en trois manches. Il affronte ensuite le no 1 mondial Novak Djokovic, dans un match qui se joue sur deux jours à cause de la pluie, où il gagne le premier set, puis perd le deuxième et est interrompu avant la fin. Le lendemain, malgré une résistance dans la quatrième manche, il s'incline (6-3, 4-6, 1-6, 5-7) en 3 h 12 avec les honneurs, poussant le Serbe à mieux jouer.
Aux Jeux olympiques, il réalise un bon parcours en bénéficiant de l'abandon de Andrey Kuznetsov, puis battant Paolo Lorenzi et Gilles Müller en deux manches. Il perd en quart face à Juan Martín del Potro (5-7, 64-7), futur finaliste du tournoi olympique. Ensuite à Winston-Salem, il bat Aljaž Bedene et Márcos Baghdatís en trois sets, puis Lu Yen-hsun en quart et à nouveau le Serbe Viktor Troicki, en demi-finale, (7-5, 62-7, 6-2) alors menant 7-5, 5-0 avant de perdre la seconde manche mais se qualifie pour la finale, la 3e de sa saison. Il s'incline en finale au terme d'un match à suspense (7-66, 61-7, 4-6) au bout de 2 h 33 contre son compatriote Pablo Carreño-Busta, qui remporte son premier titre ATP.
Pour la tournée asiatique, il réalise un excellent tournoi au Masters de Shanghai. Il profite de l'abandon de Bernard Tomic, puis bat le qualifié Taylor Fritz (6-4, 6-4), et ensuite le tombeur de Nadal, Viktor Troicki (6-3, 6-3) et passe en quart. Il bat à nouveau le Français 13e mondial Jo-Wilfried Tsonga, (6-3, 6-4) et se hisse en demi-finale pour la deuxième fois de sa carrière dans un Masters 1000. Dans un match maîtrisé et de bonne qualité, il réussit à vaincre pour la première fois (6-4, 6-4) en 1 h 50, le no 1 mondial Novak Djokovic, dans un match où le Serbe se montre nerveux et agacé par son niveau de jeu. L'Espagnol signe sa plus belle victoire en carrière, et se qualifie également pour sa première finale de Masters 1000 à 28 ans. Il y affronte le no 2 mondial, Andy Murray qui le bat en deux sets (61-7, 1-6) dans une deuxiième manche serré. Il améliore toutefois son meilleur classement en montant à la 13e place mondiale.

### 2017: deux titres et trois huitièmes en Grand Chelem
Il réalise une semaine tranquille à Chennai pour le premier tournoi de l'année, où il parvient jusqu'en finale en ayant battu qu'un seul top 50 sur son chemin (Benoît Paire en demi-finale : 6-3, 6-3). Il bat facilement le novice 99e mondial, Daniil Medvedev (6-3, 6-4) pour remporter son cinquième titre. Il pointe ainsi à la 13e place mondiale le 9 janvier, égalant son meilleur classement en carrière.
À l'Open d'Australie, il passe ses deux premiers tours facilement, avant d'affronter au troisième tour son compatriote David Ferrer, qu'il bat dans un match marathon à suspense et intense (7-5, 66-7, 7-63, 6-4) en un peu plus de quatre heures de jeu, battant également pour la première fois de sa carrière Ferrer. En huitième, il affronte le 3e mondial, Milos Raonic, contre qui il s'incline (66-7, 6-3, 4-6, 1-6) en 2 h 51 dans un match accroché.
En mars au Masters de Miami, Bautista-Agut s'aventure en huitième de finale en battant le qualifié Mikhail Kukushkin et le local Sam Querrey (3-6, 6-2, 6-3) ; avant d'affronter et de donner du fil à retordre au Suisse Roger Federer malgré la défaite (65-7, 64-7) dans un match physique et intense de deux heures de jeu.
Pour Roland-Garros, il passe John Millman et Mikhail Kukushkin en quatre sets, puis Jiří Veselý (6-3, 6-4, 6-3). En huitième, il s'incline à nouveau, confirmant ses difficultés à passer le cap, contre Rafael Nadal en 1 h 50 seulement (1-6, 2-6, 2-6) qui réalisera sa décima.
Sur gazon, il réalise un gros match en quart de finale de l'Open de Halle face au local, Alexander Zverev (7-66, 61-7, 1-6). Puis à Wimbledon, il réussit à battre le 9e mondial, Kei Nishikori (6-4, 7-63, 3-6, 6-3), mais s'incline sèchement (2-6, 2-6, 2-6) en 1 h 41 contre le futur finaliste, le 6e mondial Marin Čilić. Échouant à son neuvième huitième de finale en Grand Chelem sans parvenir à passer ce stade.
À l'été au Masters du Canada, il va jusqu'en quart de finale en passant Tim Smyczek, Ryan Harrison et dans un gros match intense et physique, le Français Gaël Monfils (4-6, 7-65, 7-62) après 2 h 56 d'effort. Il est battu par le finaliste, le Suisse Roger Federer (4-6, 4-6). À Winston-Salem en tant que tête de série numéro 1, il s'offre le titre en remportant tous ses matchs sans perdre le moindre set. Battant Dušan Lajović, Márcos Baghdatís, Taylor Fritz, Jan-Lennard Struff et Damir Džumhur. Enfin à l'US Open, il déçoit en s'inclinant au 3e tour (3-6, 3-6, 4-6) sèchement face à Juan Martín del Potro.

### 2018: premier titreATP 500
Pour son second tournoi de l'année, Bautista-Agut parvient jusqu'en finale d'Auckland, en passant Steve Johnson (2-6, 6-2, 6-1) dans un match décousu, puis Jiří Veselý (7-61, 6-2) et Robin Haase dans un match serré disputé en trois tie breaks, en presque trois heures de match. En finale, il bat Juan Martín del Potro (6-1, 4-6, 7-5) au terme d'un superbe match pour remporter son 7e titre ATP en simple. À l'Open d'Australie, il déçoit en s'inclinant sèchement (1-6, 5-7, 5-7) contre son compatriote Fernando Verdasco.
En février à l'ATP 500 de l'Open de Dubaï, il passe sans encombre Florian Mayer, après en trois manches le Français Pierre-Hugues Herbert, puis Borna Ćorić (7-64, 6-4) et se qualifie pour la finale en battant Malek Jaziri (6-3, 6-4). Il remporte son 8e titre et le 1er dans la catégorie ATP 500 en battant le Français Lucas Pouille (6-3, 6-4).
Sur terre battue au Masters de Monte-Carlo, il atteint les 1/8 de finale en battant Peter Gojowczyk et Feliciano López, avant de s'incliner (4-6, 5-7) contre le 10e mondial, David Goffin. Puis à Barcelone, il s'incline à nouveau (7-63, 2-6, 2-6) contre Goffin en quart de finale. Et à Roland-Garros, il réalise un gros match face à Novak Djokovic mais est battu (4-6, 7-66, 64-7, 2-6) au 3e tour.
En juillet, il atteint la finale au tournoi de Gstaad mais s'incline (69-7, 4-6) contre le jeune Italien Matteo Berrettini alors 84e mondial.
Au Masters de Shanghai, il s'incline de justesse dans une rencontre plus serrée que le score ne l'indique (3-6, 6-2, 4-6) en 1/8 de finale contre la tête de série numéro 1, Roger Federer.

### 2019: Titre à Doha et demi-finale à Wimbledon
Roberto Bautista-Agut commence la saison par l'Open de Doha avec une qualification pour les quarts tranquillement en battant Matteo Berrettini et le qualifié Guillermo García-López en deux sets. Puis il passe Stanislas Wawrinka (6-4, 6-4) et le no 1 mondial, Novak Djokovic (3-6, 7-66, 6-4) au terme d'un match marathon intense de 2 h 35 de jeu et d'un retournement de situation pour s'offrir sa première finale de l'année. Il fait face au Tchèque Tomáš Berdych qui fait son retour de blessure. Il remporte le match (6-4, 3-6, 6-3) dans une rencontre en dents de scie de presque deux heures de jeu et ainsi s'offre le 9e titre de sa carrière en simple.
Pour l'Open d'Australie, Roberto Bautista-Agut arrive avec confiance après son titre à Doha et doit affronter au 1er tour Andy Murray qui a chuté au classement ATP à la suite d'une opération. L'Écossais se défend bien et emmène l'Espagnol dans un 5e set mais s'incline finalement (6-4, 6-4, 65-7, 64-7, 6-2) après une rencontre de 4 h 10 de jeu. Roberto Bautista-Agut remporte ensuite un nouveau match marathon de 3 h 52 de jeu face au local, John Millman (6-3, 6-1, 3-6, 66-7, 6-4) puis se qualifie pour les 1/8 de finale après sa victoire expéditive (6-4, 7-5, 6-4) face au 11e mondial, Karen Khachanov. Il passe pour la première fois de sa carrière en quart de finale d'un Grand Chelem en battant (66-7, 6-3, 6-2, 4-6, 6-4) dans une rencontre accrochée, décousue et à suspense, le finaliste sortant et no 7 mondial, Marin Čilić en 3 h 58 de jeu,. Emprunté physiquement de ses matchs en cinq manches, il s'incline (5-7, 6-4, 4-6, 62-7) face au jeune Grec Stéfanos Tsitsipás au bout de 3 h 15 de match.
Classé 21e mondial, Roberto Bautista-Agut est tête de série no 18 quand il se présente à Roland-Garros : il bat d'abord l'Américain 65e mondial Steve Johnson en trois sets (6-3, 6-4, 6-2), puis un autre Américain Taylor Fritz, 42e mondial, en trois sets également (6-2, 6-3, 6-2). Il échoue néanmoins au troisième tour face à l'Italien 12e mondial Fabio Fognini, tête de série no 9, en quatre sets (65-7, 4-6, 6-4, 1-6).
À Wimbledon, Roberto Bautista-Agut se qualifie pour les quarts de finale où il bat l'Argentin Guido Pella. Il atteint pour la première fois les demi-finales en Grand Chelem où il affronte Novak Djokovic qu'il a battu à deux reprises cette saison, à Doha et à Miami. Il devient ainsi le sixième joueur espagnol qui parvient en demi-finales de Wimbledon. Il s'incline contre le numéro 1 mondial en quatre sets (2-6, 6-4, 3-6, 2-6).

### 2022: deuxième titre à Doha
En raison d'une blessure au poignet droit, il déclare forfait pour le tournoi de Roland-Garros 2022.
Il est finaliste du tournoi de Majorque, battant sur son chemin le Japonais Taro Daniel puis Nick Kyrgios (par forfait). Il vainc ensuite le Russe numéro un mondial Daniil Medvedev (6-3, 6-2) en quarts de finale, puis le qualifié Suisse Antoine Bellier, novice à ce niveau. Il perd la finale contre le Grec Stéfanos Tsitsipás, numéro six mondial en trois sets accrochés (4-6, 6-3, 6-7). Cela faisait huit ans qu'il ne s'était plus qualifié pour la finale d'un tournoi sur gazon. Après avoir remporté son premier tour en trois sets à Wimbledon face au Hongrois Attila Balázs, il est testé positif au SARS-CoV-2 et déclare forfait pour la suite du tournoi.

### 2023: 1/8eà l'Open d'Australie
Il efface mi-janvier à Adélaïde le Néerlandais Robin Haase, son compatriote Alejandro Davidovich Fokina et l'invité australien Thanasi Kokkinakis pour disputer la finale, sa première en Australie. Il est néanmoins battu par le Sud-Coréen Kwon Soon-woo dans un duel serré (4-6, 6-3, 6-7).
Une semaine plus tard, il dispute l'Open d'Australie et se défait du Portugais João Sousa (6-3, 6-2, 6-2), puis de l'Américain Brandon Holt, 215e mondial après avoir été mené deux sets à zéro (4-6, 2-6, 6-3, 6-2, 6-2). Il affronte et bat au troisième tour l'ancien numéro un Andy Murray (6-1, 6-7, 6-3, 6-4), physiquement éprouvé après deux premiers matchs en cinq sets. Il dispute les huitièmes de finale pour la première fois depuis quatre ans mais est éliminé par l'Américain Tommy Paul (2-6, 6-4, 2-6, 5-7), qui terminera demi-finaliste du tournoi.
Il parvient fin juin en demi-finale du tournoi de Halle en éliminant le repêché Andrea Vavassori (6-3, 6-4), l'Américain Brandon Nakashima (7-5, 7-6) et le numéro un mondial Daniil Medvedev qu'il écarte pour la cinquième fois en sept confrontations (7-5, 7-6). Il est sorti par le Russe Andrey Rublev (3-6, 4-6), septième mondial.

### 2024: 1/8 à Wimbledon et12etitre à Anvers
Il parvient en huitièmes de finale à Wimbledon début juillet, écartant d'abord l'Allemand Maximilian Marterer (6-3, 6-1, 6-4) puis les Italiens Lorenzo Sonego (6-3, 3-6, 6-3, 6-4) et Fabio Fognini, vétéran comme lui (7-6, 3-6, 5-7, 7-5, 6-4) avant de tomber face à l'Américain Tommy Paul (2-6, 6-7, 2-6), tête de série numéro douze. 
Il remporte à la surprise des observateurs un douzième titre à Anvers sur dur en éliminant très facilement le Français Luca Van Assche (6-2, 6-1), l'Argentin Tomás Martín Etcheverry (7-6, 6-4), l'ancien numéro six Félix Auger-Aliassime (3-6, 6-2, 7-6) contre qui il lâche son seul set de la semaine en passant à deux points de la défaite ainsi qu'un deuxième Français, Hugo Gaston (6-3, 6-4). Il s'impose contre le Tchèque Jiří Lehečka, auteur de sa quatrième finale en carrière (7-5, 6-1) pour gagner le tournoi, devenant le premier Espagnol à s'y imposer.

### 2025: Demi-finale au Queen's
Il sort vainqueur mi-juin de trois marathons au Queen's contre le Portugais Nuno Borges, sauvant une balle de match (6-7, 7-5, 6-4), face au jeune Jakub Menšík, vainqueur de son premier titre à Miami (3-6, 6-3, 7-5) et contre le Danois Holger Rune (7-6, 6-7, 6-2), neuvième joueur mondial. Il cède logiquement contre Carlos Alcaraz, tenant du titre et vainqueur récent à Roland Garros de son cinquième Majeur (4-6, 4-6).

### Coupe Davis
Roberto Bautista-Agut fait ses débuts dans la compétition avec l'équipe d'Espagne de Coupe Davis en 2014 pour le premier tour du Groupe mondial. Il perd ses deux simples et l'Espagne doit ensuite jouer les barrages où il gagne cette fois 1 simple sur 2. Cela ne suffit pas et les Espagnols se retrouvent relégués en seconde division.

## Palmarès

### Titres en simple messieurs
| No | Date       | Nom et lieu du tournoi                      | Catégorie | Dotation    | Surface      | Finaliste             | Score          |          |
| -- | ---------- | ------------------------------------------- | --------- | ----------- | ------------ | --------------------- | -------------- | -------- |
| 1  | 16-06-2014 | Topshelf Open, Bois-le-Duc                  | ATP 250   | 426 605 €   | Gazon (ext.) | Benjamin Becker       | 2-6, 7-62, 6-4 | Parcours |
| 2  | 07-07-2014 | MercedesCup, Stuttgart                      | ATP 250   | 426 605 €   | Terre (ext.) | Lukáš Rosol           | 6-3, 4-6, 6-2  | Parcours |
| 3  | 11-01-2016 | ASB Classic, Auckland                       | ATP 250   | 463 520 $   | Dur (ext.)   | Jack Sock             | 6-1, 1-0 ab.   | Parcours |
| 4  | 01-02-2016 | Garanti Koza Sofia Open, Sofia              | ATP 250   | 463 520 $   | Dur (int.)   | Viktor Troicki        | 6-3, 6-4       | Parcours |
| 5  | 02-01-2017 | Aircel Chennai Open, Chennai                | ATP 250   | 447 480 $   | Dur (ext.)   | Daniil Medvedev       | 6-3, 6-4       | Parcours |
| 6  | 20-08-2017 | Winston-Salem Open, Winston-Salem           | ATP 250   | 664 825 $   | Dur (ext.)   | Damir Džumhur         | 6-4, 6-4       | Parcours |
| 7  | 08-01-2018 | ASB Classic, Auckland                       | ATP 250   | 501 345 $   | Dur (ext.)   | Juan Martín del Potro | 6-1, 4-6, 7-5  | Parcours |
| 8  | 26-02-2018 | Dubai Duty Free Tennis Championships, Dubaï | ATP 500   | 2 623 485 $ | Dur (ext.)   | Lucas Pouille         | 6-3, 6-4       | Parcours |
| 9  | 31-12-2018 | Qatar ExxonMobil Open, Doha                 | ATP 250   | 1 313 215 $ | Dur (ext.)   | Tomáš Berdych         | 6-4, 3-6, 6-3  | Parcours |
| 10 | 14-02-2022 | Qatar ExxonMobil Open, Doha                 | ATP 250   | 1 071 030 $ | Dur (ext.)   | Nikoloz Basilashvili  | 6-3, 6-4       | Parcours |
| 11 | 25-07-2022 | Generali Open, Kitzbühel                    | ATP 250   | 534 555 €   | Terre (ext.) | Filip Misolic         | 6-2, 6-2       | Parcours |
| 12 | 14-10-2024 | European Open, Anvers                       | ATP 250   | 690 135 €   | Dur (int.)   | Jiří Lehečka          | 7-5, 6-1       | Parcours |

### Finales en simple messieurs
| No | Date       | Nom et lieu du tournoi                | Catégorie    | Dotation    | Surface      | Vainqueur            | Score          |          |
| -- | ---------- | ------------------------------------- | ------------ | ----------- | ------------ | -------------------- | -------------- | -------- |
| 1  | 31-12-2012 | Aircel Chennai Open, Chennai          | ATP 250      | 385 150 $   | Dur (ext.)   | Janko Tipsarević     | 3-6, 6-1, 6-3  | Parcours |
| 2  | 13-10-2014 | Kremlin Cup, Moscou                   | ATP 250      | 776 620 $   | Dur (int.)   | Marin Čilić          | 6-4, 6-4       | Parcours |
| 3  | 19-10-2015 | Kremlin Cup by Bank of Moscow, Moscou | ATP 250      | 698 325 $   | Dur (int.)   | Marin Čilić          | 6-4, 6-4       | Parcours |
| 4  | 26-10-2015 | Valencia Open, Valence                | ATP 250      | 537 050 €   | Dur (int.)   | João Sousa           | 3-6, 6-3, 6-4  | Parcours |
| 5  | 21-08-2016 | Winston-Salem Open, Winston-Salem     | ATP 250      | 639 255 $   | Dur (ext.)   | Pablo Carreño Busta  | 6-7, 7-61, 6-4 | Parcours |
| 6  | 10-10-2016 | Shanghai Rolex Masters, Shanghai      | Masters 1000 | 5 452 985 $ | Dur (ext.)   | Andy Murray          | 7-61, 6-1      | Parcours |
| 7  | 23-07-2018 | J. Safra Sarasin Swiss Open, Gstaad   | ATP 250      | 501 345 €   | Terre (ext.) | Matteo Berrettini    | 7-69, 6-4      | Parcours |
| 8  | 22-02-2021 | Open Sud de France, Montpellier       | ATP 250      | 481 270 €   | Dur (int.)   | David Goffin         | 5-7, 6-4, 6-2  | Parcours |
| 9  | 08-03-2021 | Qatar ExxonMobil Open, Doha           | ATP 250      | 1 050 570 $ | Dur (ext.)   | Nikoloz Basilashvili | 7-65, 6-2      | Parcours |
| 10 | 19-06-2022 | Mallorca Championships, Majorque      | ATP 250      | 886 500 €   | Gazon (ext.) | Stéfanos Tsitsipás   | 6-4, 3-6, 7-62 | Parcours |
| 11 | 09-01-2023 | Adelaide International 2, Adélaïde    | ATP 250      | 642 735 $   | Dur (ext.)   | Kwon Soon-woo        | 6-4, 3-6, 7-64 | Parcours |

## Parcours dans les tournois duGrand Chelem

### En simple
| Année | Open d'Australie | Open d'Australie   | Internationaux de France | Internationaux de France | Wimbledon       | Wimbledon        | US Open         | US Open               |
| ----- | ---------------- | ------------------ | ------------------------ | ------------------------ | --------------- | ---------------- | --------------- | --------------------- |
| 2012  | 1er tour (1/64)  | Ricardo Mello      | —                        | —                        | —               | —                | —               | —                     |
| 2013  | 2e tour (1/32)   | Jürgen Melzer      | 2e tour (1/32)           | Jérémy Chardy            | 2e tour (1/32)  | David Ferrer     | 2e tour (1/32)  | David Ferrer          |
| 2014  | 1/8 de finale    | Grigor Dimitrov    | 3e tour (1/16)           | Tomáš Berdych            | 3e tour (1/16)  | Andy Murray      | 1/8 de finale   | Roger Federer         |
| 2015  | 2e tour (1/32)   | Gilles Müller      | 2e tour (1/32)           | Lukáš Rosol              | 1/8 de finale   | Roger Federer    | 1/8 de finale   | Novak Djokovic        |
| 2016  | 1/8 de finale    | Tomáš Berdych      | 1/8 de finale            | Novak Djokovic           | 3e tour (1/16)  | Bernard Tomic    | 3e tour (1/16)  | Lucas Pouille         |
| 2017  | 1/8 de finale    | Milos Raonic       | 1/8 de finale            | Rafael Nadal             | 1/8 de finale   | Marin Čilić      | 3e tour (1/16)  | J. M. del Potro       |
| 2018  | 1er tour (1/64)  | Fernando Verdasco  | 3e tour (1/16)           | Novak Djokovic           | —               | —                | 1er tour (1/64) | Jason Kubler          |
| 2019  | 1/4 de finale    | Stéfanos Tsitsipás | 3e tour (1/16)           | Fabio Fognini            | 1/2 finale      | Novak Djokovic   | 1er tour (1/64) | Mikhail Kukushkin     |
| 2020  | 3e tour (1/16)   | Marin Čilić        | 3e tour (1/16)           | P. Carreño Busta         | Annulé          | Annulé           | 3e tour (1/16)  | Vasek Pospisil        |
| 2021  | 1er tour (1/64)  | Radu Albot         | 2e tour (1/32)           | Henri Laaksonen          | 1/8 de finale   | Denis Shapovalov | 3e tour (1/16)  | Félix Auger-Aliassime |
| 2022  | 3e tour (1/16)   | Taylor Fritz       | —                        | —                        | 2e tour (1/32)  | Forfait          | 1er tour (1/64) | Jeffrey John Wolf     |
| 2023  | 1/8 de finale    | Tommy Paul         | 2e tour (1/32)           | Juan Pablo Varillas      | 1er tour (1/64) | Roman Safiullin  | —               | —                     |
| 2024  | 1er tour (1/64)  | Ben Shelton        | 1er tour (1/64)          | Jaume Munar              | 1/8 de finale   | Tommy Paul       | 2e tour (1/32)  | Ben Shelton           |
| 2025  | 1er tour (1/64)  | Denis Shapovalov   | 1er tour (1/64)          | Holger Rune              | 1er tour (1/64) | Cameron Norrie   |                 |                       |

N.B. : à droite du résultat se trouve le nom de l'ultime adversaire.

### En double messieurs
| 2013 | 1er tour (1/32) F. López \|\| style="text-align:left;" \| D. Marrero F. Verdasco      | 1/8 de finale D. Gimeno-Traver \|\| style="text-align:left;" \| T. Bednarek J. Janowicz | 1er tour (1/32) D. Gimeno-Traver \|\| style="text-align:left;" \| T. C. Huey D. Inglot | 2e tour (1/16) D. Gimeno-Traver \|\| style="text-align:left;" \| A.-U.-H. Qureshi J.-J. Rojer |   |
| 2014 | 1er tour (1/32) D. Gimeno-Traver \|\| style="text-align:left;" \| Y. Bhambri M. Venus | 2e tour (1/16) Igor Sijsling \|\| style="text-align:left;" \| D. Nestor N. Zimonjić     | 2e tour (1/16) Igor Sijsling \|\| style="text-align:left;" \| Bob Bryan Mike Bryan     | —                                                                                             | — |

N.B. : le nom du partenaire se trouve sous le résultat ; les noms des ultimes adversaires se trouvent à droite.

## Parcours dans lesMasters 1000
| Année | Indian Wells            | Miami                      | Monte-Carlo              | Madrid                     | Rome                      | Canada                   | Cincinnati               | Shanghai                    | Paris                   |
| ----- | ----------------------- | -------------------------- | ------------------------ | -------------------------- | ------------------------- | ------------------------ | ------------------------ | --------------------------- | ----------------------- |
| 2012  | —                       | 2e tour G. Simon           | —                        | —                          | —                         | —                        | —                        | —                           | 1er tour P.-H. Mathieu  |
| 2013  | 1er tour W. Odesnik     | 1er tour G. Žemlja         | 2e tour F. Mayer         | —                          | —                         | —                        | —                        | —                           | —                       |
| 2014  | 1/8 de finale E. Gulbis | 3e tour F. Fognini         | 2e tour F. Fognini       | 1/2 finale R. Nadal        | 1er tour D. Toursounov    | 1er tour F. López        | 2e tour G. Monfils       | 1/8 de finale R. Federer    | 1/8 de finale M. Raonic |
| 2015  | 3e tour J. Sock         | 2e tour J. Janowicz        | 1/8 de finale T. Berdych | 1/8 de finale K. Nishikori | 2e tour T. Bellucci       | 2e tour J.-W. Tsonga     | 2e tour R. Federer       | 2e tour M. Raonic           | 2e tour J.-W. Tsonga    |
| 2016  | 3e tour F. López        | 1/8 de finale K. Nishikori | 1/8 de finale R. Federer | 1/8 de finale N. Djokovic  | 2e tour J. Chardy         | —                        | 1er tour N. Mahut        | Finale A. Murray            | 2e tour G. Simon        |
| 2017  | 3e tour Forfait         | 1/8 de finale R. Federer   | 2e tour D. Schwartzman   | 1er tour I. Karlović       | 1/8 de finale N. Djokovic | 1/4 de finale R. Federer | 1er tour J. Donaldson    | 1er tour Chung H.           | 1/8 de finale M. Čilić  |
| 2018  | 3e tour B. Ćorić        | 2e tour M. Mmoh            | 1/8 de finale D. Goffin  | 2e tour P. Kohlschreiber   | —                         | —                        | —                        | 1/8 de finale R. Federer    | 2e tour G. Dimitrov     |
| 2019  | 2e tour Y. Nishioka     | 1/4 de finale J. Isner     | 2e tour R. Nadal         | 1er tour D. Ferrer         | 2e tour K. Khachanov      | 1/4 de finale G. Monfils | 1/4 de finale R. Gasquet | 1/8 de finale M. Berrettini | 2e tour A. de Minaur    |
| 2020  | n.o.                    | n.o.                       | n.o.                     | n.o.                       | —                         | n.o.                     | 1/2 finale N. Djokovic   | n.o.                        | —                       |
| 2021  | 3e tour C. Norrie       | 1/2 finale J. Sinner       | 1/8 de finale A. Rublev  | 2e tour J. Isner           | 1/8 de finale A. Rublev   | 1/4 de finale R. Opelka  | 1er tour G. Dimitrov     | n.o.                        | 1er tour J. Duckworth   |
| 2022  | 3e tour C. Alcaraz      | 3e tour J. Brooksby        | —                        | 2e tour D. Evans           | —                         | 1/8 de finale C. Ruud    | 1/8 de finale B. Ćorić   | n.o.                        | 1er tour T. Paul        |
| 2023  | 2e tour E. Ruusuvuori   | 2e tour E. Ruusuvuori      | 2e tour A. Zverev        | 3e tour K. Khachanov       | 2e tour M. Cecchinato     | —                        | —                        | —                           | 2e tour H. Hurkacz      |
| 2024  | —                       | 2e tour S. Korda           | 2e tour H. Hurkacz       | 2e tour K. Khachanov       | —                         | 1er tour H. Rune         | —                        | 1er tour R. Carballés       | —                       |
| 2025  | 1er tour D. Džumhur     | 1er tour J. Menšík         | 2e tour C. Ruud          | 2e tour A. Zverev          | 2e tour T. Paul           | —                        | 3e tour B. Shelton       |                             |                         |

N.B. : sous le résultat se trouve le nom de l’ultime adversaire.

## Confrontations avec ses principaux adversaires
Confrontations lors des différents tournois ATP et en Coupe Davis avec ses principaux adversaires (6 confrontations minimum et avoir été membre du top 10). Classement par pourcentage de victoires. Situation au 10 mai 2025 :
Les joueurs retraités sont en gris.
| Joueur                | Meilleur classement | Confrontations | Victoires | Défaites | Pourcentage de victoires | Dernière confrontation                                           |
| --------------------- | ------------------- | -------------- | --------- | -------- | ------------------------ | ---------------------------------------------------------------- |
| Roger Federer         | 1                   | 9              | 0         | 9        | 0                        | défaite (3-6, 6-4, 4-6) au tournoi de Halle 2019                 |
| Novak Djokovic        | 1                   | 12             | 3         | 9        | 25                       | défaite (6-4, 4-6, 60-7) au Masters de Cincinnati 2020           |
| Marin Čilić           | 3                   | 8              | 2         | 6        | 25                       | défaite (4-6, 6-3, 3-6) au tournoi de Saint-Pétersbourg 2021     |
| Alexander Zverev      | 2                   | 8              | 2         | 6        | 25                       | défaite (2-6, 2-6) au Masters de Madrid 2025                     |
| Fabio Fognini         | 9                   | 11             | 4         | 7        | 36,4                     | victoire (7-66, 3-6, 5-7, 7-61, 6-4) à tournoi de Wimbledon 2024 |
| John Isner            | 8                   | 6              | 2         | 4        | 33,3                     | défaite (6-4, 64-7, 66-7) au Masters de Madrid 2021              |
| David Goffin          | 7                   | 6              | 2         | 4        | 33,3                     | défaite (7-5, 4-6, 2-6) au tournoi de Montpellier 2021           |
| Gilles Simon          | 6                   | 8              | 3         | 5        | 37,5                     | victoire (6-4, 3-2 ab.) au tournoi de Montpellier 2022           |
| Tomáš Berdych         | 4                   | 7              | 3         | 4        | 42,9                     | victoire (6-4, 3-6, 6-3) au tournoi de Doha 2019                 |
| Tommy Paul            | 8                   | 7              | 3         | 4        | 42,9                     | défaite (1-6, 4-6) au Masters de Rome 2025                       |
| Andrey Rublev         | 5                   | 9              | 4         | 5        | 44,4                     | défaite (3-6, 4-6) au tournoi de Halle 2023                      |
| Félix Auger-Aliassime | 6                   | 6              | 3         | 3        | 50                       | victoire (3-6, 6-2, 7-66) au tournoi d'Anvers 2024               |
| Karen Khachanov       | 8                   | 11             | 6         | 5        | 54,5                     | défaite (6-3, 3-6, 5-7) au Masters de Madrid 2024                |
| Andy Murray           | 1                   | 7              | 4         | 3        | 57,1                     | victoire (6-1, 67-7, 6-3, 6-4) à l'Open d'Australie 2023         |
| Dominic Thiem         | 3                   | 6              | 4         | 2        | 66,7                     | défaite (65-7, 6-3, 4-6) au tournoi de Bastad 2022               |
| Daniil Medvedev       | 1                   | 7              | 5         | 2        | 71,4                     | victoire (7-5, 7-63) au tournoi de Halle 2023                    |
| Taylor Fritz          | 4                   | 7              | 5         | 2        | 71,4                     | défaite (0-6, 6-3, 6-3, 4-6, 3-6) à l'Open d'Australie 2022      |
| Richard Gasquet       | 7                   | 10             | 8         | 2        | 80                       | victoire (6-3, 7-5) au tournoi de Marseille 2024                 |

## Victoires sur le top 10
Toutes ses victoires sur des joueurs classés dans le top 10 de l'ATP lors de la rencontre.
| Légende             |
| Grand Chelem        |
| Masters 1000        |
| ATP 500             |
| ATP 250             |
| Coupe Davis ATP Cup |

| #  | R.B-A. | Tournoi          | Année | Surface    | Adversaire            | Rang  | Tour   | Score                   |
| -- | ------ | ---------------- | ----- | ---------- | --------------------- | ----- | ------ | ----------------------- |
| 1  | no 80  | Chennai          | 2013  | Dur        | Tomáš Berdych         | no 6  | 1/4    | 7-5, 2-6, 6-3           |
| 2  | no 62  | Open d'Australie | 2014  | Dur        | Juan Martín del Potro | no 5  | 1/32   | 4-6, 6-3, 5-7, 6-4, 7-5 |
| 3  | no 53  | Indian Wells     | 2014  | Dur        | Tomáš Berdych         | no 5  | 1/32   | 4-6, 6-2, 6-4           |
| 4  | no 25  | Auckland         | 2016  | Dur        | Jo-Wilfried Tsonga    | no 10 | 1/2    | 3-6, 7-63, 6-4          |
| 5  | no 18  | Miami            | 2016  | Dur        | Jo-Wilfried Tsonga    | no 9  | 1/16   | 2-6, 6-3, 7-63          |
| 6  | no 19  | Shanghai         | 2016  | Dur        | Novak Djokovic        | no 1  | 1/2    | 6-4, 6-4                |
| 7  | no 19  | Wimbledon        | 2017  | Gazon      | Kei Nishikori         | no 9  | 1/16   | 6-4, 7-63, 3-6, 6-3     |
| 8  | no 24  | Doha             | 2019  | Dur        | Novak Djokovic        | no 1  | 1/2    | 3-6, 7-66, 6-4          |
| 9  | no 24  | Open d'Australie | 2019  | Dur        | Marin Čilić           | no 7  | 1/8    | 6-7, 6-3, 6-2, 4-6, 6-4 |
| 10 | no 25  | Miami            | 2019  | Dur        | Novak Djokovic        | no 1  | 1/8    | 1-6, 7-5, 6-3           |
| 11 | no 22  | Wimbledon        | 2019  | Gazon      | Karen Khachanov       | no 9  | 1/16   | 6-3, 7-63, 6-1          |
| 12 | no 12  | Cincinnati       | 2020  | Dur        | Daniil Medvedev       | no 5  | 1/4    | 1-6, 6-4, 6-3           |
| 13 | no 13  | Doha             | 2021  | Dur        | Dominic Thiem         | no 4  | 1/4    | 7-63, 2-6, 6-4          |
| 14 | no 13  | Doha             | 2021  | Dur        | Andrey Rublev         | no 8  | 1/2    | 6-3, 6-3                |
| 15 | no 12  | Miami            | 2021  | Dur        | Daniil Medvedev       | no 2  | 1/4    | 6-4, 6-2                |
| 16 | no 19  | ATP Cup          | 2022  | Dur        | Casper Ruud           | no 8  | Poules | 6-4, 7-64               |
| 17 | no 19  | ATP Cup          | 2022  | Dur        | Hubert Hurkacz        | no 9  | 1/2    | 7-66, 2-6, 7-65         |
| 18 | no 20  | Majorque         | 2022  | Gazon      | Daniil Medvedev       | no 1  | 1/4    | 6-3, 6-2                |
| 19 | no 21  | Adélaïde         | 2023  | Dur        | Andrey Rublev         | no 8  | 1/16   | 4-6, 6-3, 6-4           |
| 20 | no 23  | Halle            | 2023  | Gazon      | Daniil Medvedev       | no 3  | 1/4    | 7-5, 7-63               |
| 21 | no 45  | Bâle             | 2024  | Dur (int.) | Casper Ruud           | no 8  | 1/16   | 6-3, 3-6, 6-3           |
| 22 | no 51  | Queen's          | 2025  | Gazon      | Holger Rune           | no 9  | 1/4    | 7-65, 64-7, 6-2         |

## Classements ATP en fin de saison
| Année          | 2004 | 2005 | 2006 | 2007 | 2008 | 2009 | 2010 | 2011 | 2012 | 2013 | 2014 | 2015 | 2016 | 2017 | 2018 | 2019 | 2020 | 2021 | 2022 | 2023 | 2024 |
| Rang en simple | 1175 | 870  | 1013 | 452  | 381  | 282  | 170  | 179  | 80   | 59   | 15   | 25   | 14   | 20   | 24   | 9    | 13   | 19   | 21   | 57   | 51   |
| Rang en double | –    | –    | –    | –    | 1489 | 1279 | 513  | 283  | 631  | 219  | 258  | 602  | 356  | 316  | –    | –    | –    | –    | –    | –    | –    |

Source : (en) Classements de Roberto Bautista-Agut sur le site officiel de la Fédération internationale de tennis